# Bükker Kultur

Karte der europäischen Jungsteinzeit- bzw. Mittelsteinzeitkulturen, ca. 4500–4000 v. Chr.:
Bandkeramische Kultur, neolithische Kultur
Bükker Kultur (östliche LBK, späte Entwicklungsstufe der Alföld-Linearkeramik)
Cardial- oder Impressokultur
Ertebølle-Kultur, mesolithische Kultur
Dnepr-Don-Kultur
Vinča-Kultur
La-Almagra-Kultur
Dimini-Kultur
Karanowo-Kultur
Kammkeramische Kultur, mesolithische Kultur

Die Bükker Kultur (auch: Bükk-Kultur) ist eine neolithische Kultur der Ostslowakei und Ungarns am Oberlauf und nördlich der Theiß vor allem im namengebenden Bükkgebirge in Nordungarn. Es bestehen enge Beziehungen zur Alföld-Linearkeramik; die Bükker Kultur wird oft als deren späte Entwicklungsstufe angesehen.

## Typisches Gefäßinventar
Typisch ist eine dünnwandige, mit parallel verlaufenden band- oder spiralförmigen Motiven verzierte Keramik.
Die Gefäße sind reich verziert und zeichnen sich durch hohe keramische Qualität aus. Es finden sich vor allem Kümpfe, flaschenförmige Gefäße mit Ausgussrohr und dünnwandige Schüsseln. Typisch sind reiche Verzierungen mit Mustern in Bogen-, Girlanden-, Band- und Spiralform. Daneben finden sich farbige Inkrustationen.
Die Pișcolt-Kultur im nordwestlichen Rumänien weist sehr ähnliche Verzierungsmuster und Gefäßtypen auf, erstere sind jedoch meist aufgemalt, nicht eingeritzt.

## Handel
In benachbarten Kulturen finden sich in dieser Kultur abgebaute Obsidiane aus dem Gebiet von Zemplen und Tokaj. Im Verbreitungsgebiet der Kultur finden sich Spondylus-Muscheln aus dem Mittelmeer oder dem Schwarzen Meer.

## Siedlungen
Siedlungen finden sich im namengebenden Bükker Gebirge, wie auch in der ungarischen Tiefebene. Neben Grubenhäusern fanden sich auch tellartige Siedlungen mit mehreren Kulturschichten und genutzte Höhlen.

## Nachfolgende Kultur
Im Verbreitungsgebiet entwickelte sich zusammen mit südlichen Einflüssen die Theiß-Kultur. Sie nahm Elemente der Bükker Kultur, der Alföld-Linearkeramik und der Esztár- und Szákálhat-Kultur auf.